# Georg von Thurn und Valsassina

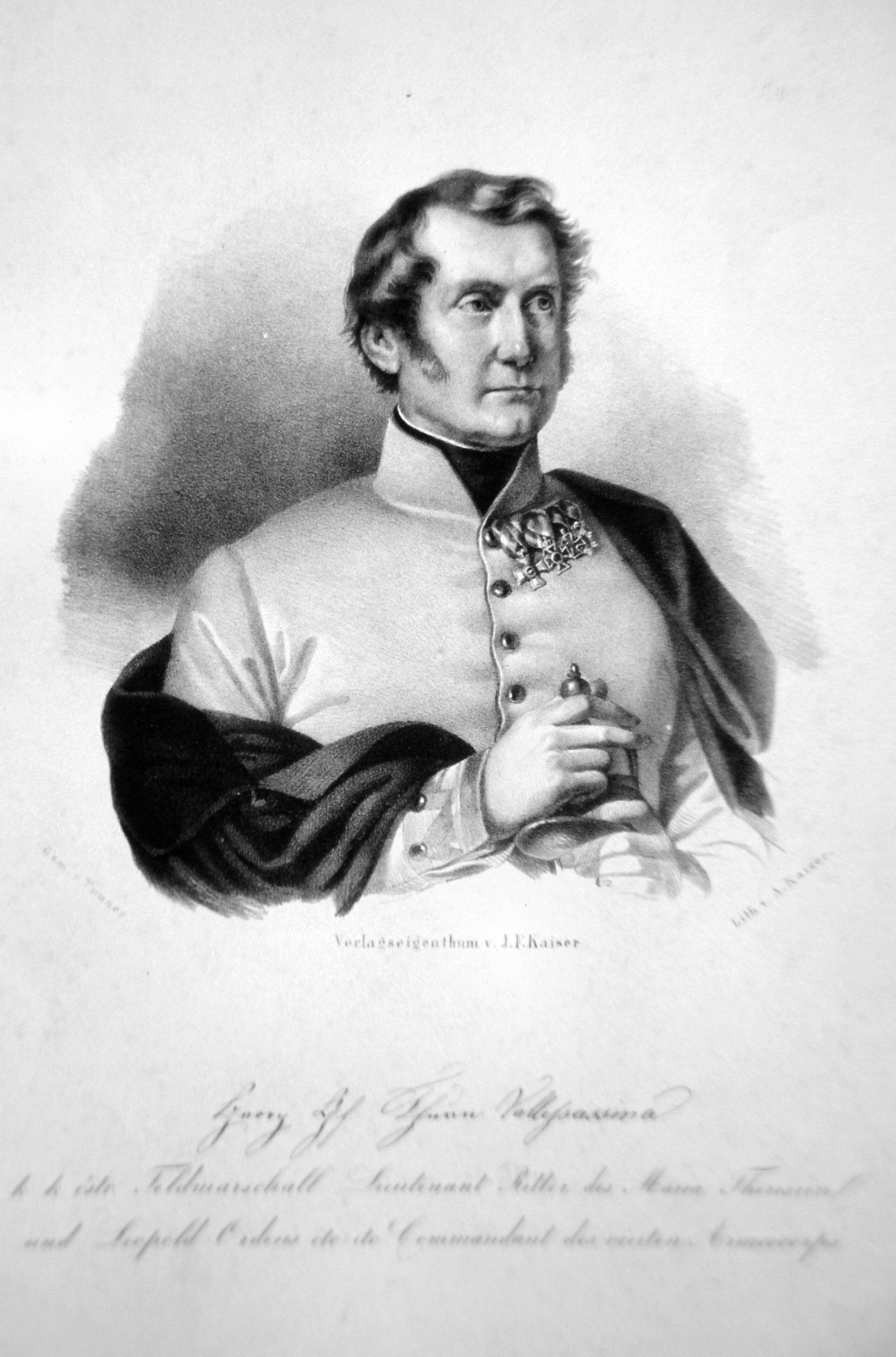
Georg Thurn-Valsassina als Feldmarschall-Leutnant, Lithographie von Alexander Kaiser, 1845

Graf Georg Anton Franz von Thurn und Valsassina (* 3. Januar 1788 in Prag; † 9. Februar 1866 in Wien) war ein kaiserlich-österreichischer Feldzeugmeister.

## Leben
Georg von Thurn wurde als Sohn des 1790 vor Giurgewo gefallenen Generalmajors Graf Franz Joseph von Thurn und Valsassina geboren. Im Jahre 1808 trat er im Klagenfurter Landwehrbataillon ein und wurde zum Leutnant befördert.
Im Feldzug von 1809 diente er als Hauptmann und verließ darauf den Heeresdienst. 1813 trat er neuerlich als Oberleutnant beim 4. Jäger-Bataillon ein und wurde dem neu organisierten Jägerkorps unter FML Fenner von Fenneberg zugeteilt. 1814 stand er in Italien und erhielt das Ritterkreuz des Leopoldordens.
Im Feldzuge 1815 stand er im Stab des Korps Neipperg. An der Spitze der Avantgarde drang er am 29. April siegreich in Pesaro ein, für diese Waffentat wurde er mit dem Ritterkreuz des Maria-Theresien-Ordens ausgezeichnet. 1816 wurde er im Infanterie-Regiment Nr. 26 zum Major befördert und als Legationssekretär der k. k. Gesandtschaft nach Petersburg detachiert. 1818 fungierte er als kaiserlicher Geschäftsträger am Zarenhof, 1820 als außerordentlicher Gesandter am württembergischen Hof. 1825 trat er als Stabsoffizier beim General-Quartiermeister erneut in den Militärdienst ein. Im Sommer 1828 war er als Direktor der Topographischen Abteilung in Ungarn tätig. Im Oktober 1829 stieg er zum Oberstleutnant auf, 1830 wurde er Kommandant des Infanterie-Regiments Nr. 49. und am 29. Februar 1836 zum Generalmajor befördert. 1837 war er Brigadier in Tirol, 1838 in Graz, am 21. Februar 1845 wurde er zum  Feldmarschallleutnant ernannt, 1845 wurde er Divisionär in Pest. 1846 war er kurzfristig stellvertretender Inhaber des Infanterie-Regiments Nr. 34. Im folgenden Jahr 1847 wurde er erneut nach Graz versetzt und wieder als Divisionär verwendet.

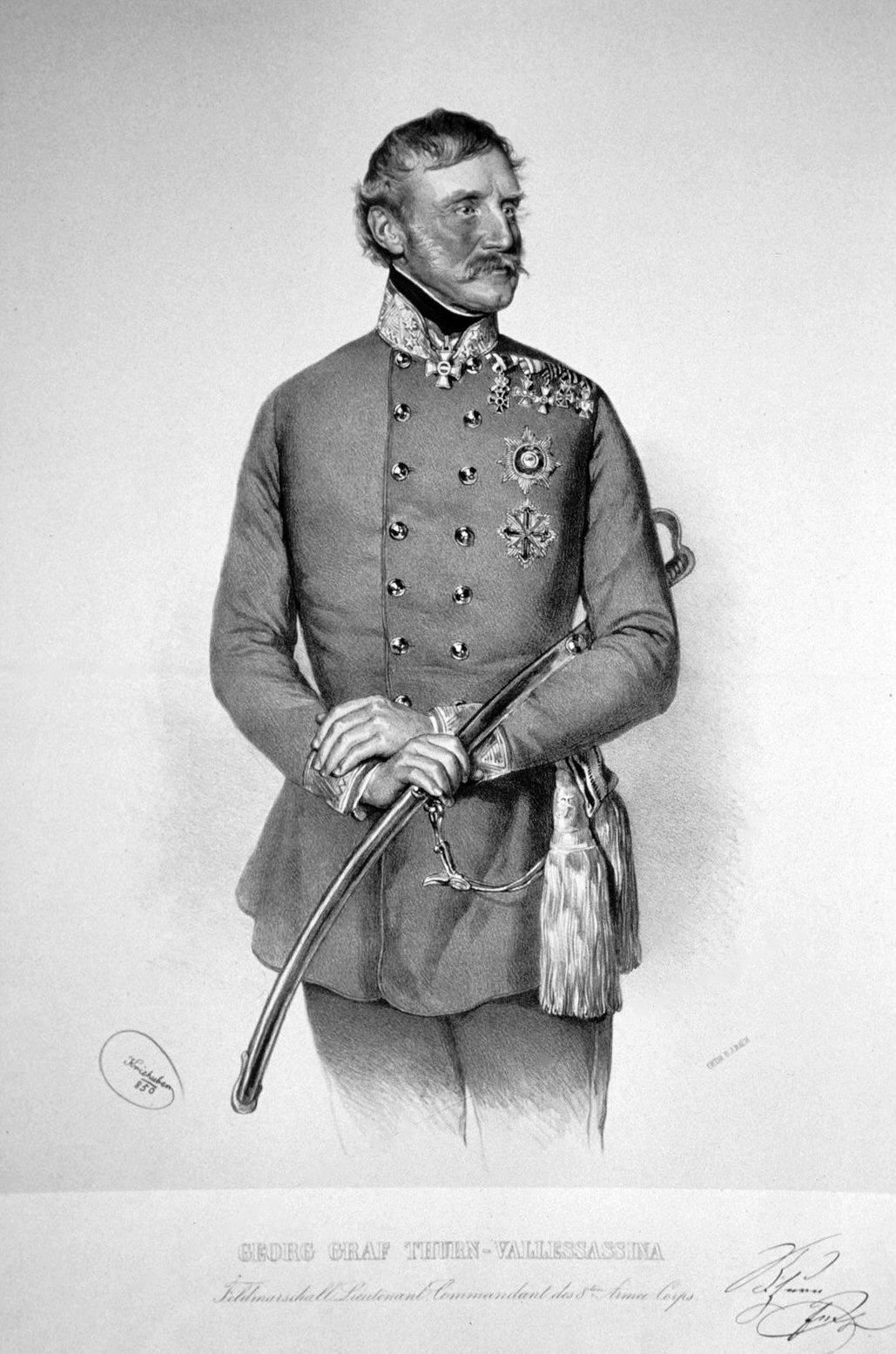
Graf Georg Thurn-Valsassina, Lithographie nach Josef Kriehuber, 1850

Im Kriegsjahr 1848 übernahm er eine Division des in Innerösterreich gebildeten II. Reserve-Korps unter Feldzeugmeister Graf Nugent und konzentrierte seine Truppen am Isonzo. FZM Nugent rückte in Udine ein und überschritt den Tagliamento, mit dem Ziel, sich mit der Hauptarmee des Feldmarschall Graf Radetzky zu vereinigen. Nugent erkrankte jedoch am 17. Mai und übergab sein Kommando darauf an FML Graf Thurn. Am 18. Mai wurde der Weitermarsch nach Verona angetreten, alle verfügbaren Truppen erhielten jetzt die Bezeichnung k.k. III. Armeecorps. Am 22. Mai erfolgte die erste Vereinigung mit der Hauptarmee bei Villanuova und San Bonifacio. Thurn musste darauf aber gegen Vicenza zurückmarschieren, wo das päpstliche Korps unter General Durando weiterhin die Rückzugslinien bedrohte. Sein geplanter Handstreich misslang, am 25. Mai traf er wieder in Verona ein und übernahm eine Division des I. Reserve-Korps unter FML von Wocher. Am 29. Juli 1848 übernahm Graf Thurn dann das neu zusammengesetzte IV. Korps, mit dem er Anfang August an der Verfolgung der Sarden über die Etsch teilnahm. Seine Teilnahme an diesem Feldzug publizierte er 1850 in seinen „Beiträgen zur Geschichte des Feldzuges im Jahre 1848 in Italien“.
Im Feldzug von 1849 konnte er sein Korps über die Agogna rechtzeitig nach Norden führen und griff am Nachmittag mit seiner Division unter FML Culoz entscheidend in der Schlacht bei  Novara ein. Diese Waffentat brachte ihm das Kommandeurskreuz des Maria-Theresien-Ordens ein. Thurns Korps blieb nach Radetzkys Rückzug aus Piemont als letzter Großverband in Alessandria zurück. Darauf übernahm er bei der Belagerung von Venedig das Kommando über das II. Reserve-Korps. Am 16. Mai 1849 traf er im Hauptquartier Haynaus in Papadopoli ein, um das dortige Oberkommando zu übernehmen.
Im Frieden übernahm er das VIII. Korps und wurde 1850 zum Militär-Kommandanten in Innerösterreich und 1851 zum Feldzeugmeister ernannt. 1855 wurde er zum Senatspräsident in der obersten Militär-Justiz Anstalt und trat am 16. Juni 1860 in den Ruhestand.
Ihm wurde als Anerkennung seiner Verdienste noch das Großkreuz des Leopold-Ordens verliehen. Graf Thurn verstarb 1866 zu Wien, seine Überreste wurden zur Bestattung in die Familiengruft zu Bleiburg nach Kärnten überführt.

## Familie
Graf Thurn hatte sich am 28. Mai 1833 mit Gräfin Emilie Chorinsky von Ledske (14. Januar 1811–14. August 1888) vermählt, der Ehe entstammten mehrere Kinder:
- Georg Friedrich (* 29. März 1834; † 2. Juni 1879)

⚭ 1861 Maria Gabriele Anna von Pálffy-Daun von Erdöd (* 19. August 1841; † 23. Juni 1867)
⚭ 1872 Eugenia Vrints zu Falkenstein (* 1. Oktober 1847; † 13. Februar 1879)
- Johann Duclas (* 22. September 1835; † 26. Juli 1904) ⚭ 1863 Gabrielle Gräfin von Bray-Steinburg (* 10. Februar 1841; † 6. Januar 1892)
- Friedrich (* 17. August 1836)
- Anna (* 19. September 1837; † 12. September 1864) ⚭ 1862 Fürst und Altgraf Leopold Karl Alois Longin Maria zu Salm-Reifferscheidt-Krautheim und Dyck (* 14. März 1833; † 16. Mai 1893), Eltern von Alfred zu Salm-Reifferscheidt
- Joseph Rudolf (* 7. September 1839; † 31. August 1901) ⚭ 1865 Sophia Gräfin Vrints zu Falkenstein (* 23. Februar 1846; † 26. Juli 1905)

## Auszeichnungen
- Österreichisch-kaiserlicher Leopold-Orden, Ritter
- Österreichisch-kaiserlicher Leopold-Orden, Großkreuz
- Militär-Maria-Theresien-Orden, Kommandeur

## Werk
- Beiträge zum Feldzug in Italien im Jahre 1848., Gerold, Wien 1850 Digitalisat